# Hepat Corona
Hepat Corona est une corona, formation géologique en forme de couronne, située sur la planète Vénus par -2° S et 145,5° E. Elle est localisée dans le quadrangle de Thetis Regio. Elle a été nommée en référence à Hepat, déesse mère Hittite. 

## Géographie et géologie
Hepat Corona couvre une surface circulaire d'environ 150 km de diamètre. 